# Aranda de Duero
Aranda de Duero è un comune spagnolo di 33 187 abitanti situato nella comunità autonoma di Castiglia e León.

## Località
Il comune comprende le località di La Aguilera, Sinovas, La Calabaza e Monte Costaján.
La città si trova circa a metà della linea ferroviaria diretta tra Madrid e Burgos; linea aperta nel 1968 e chiusa nel 2011 a seguito di una frana che ha interessato il tunnel di Somosierra. Resta in esercizio, per il solo traffico merci, la tratta tra Aranda e Burgos.

## Monumenti e luoghi d'interesse

### Architetture religiose

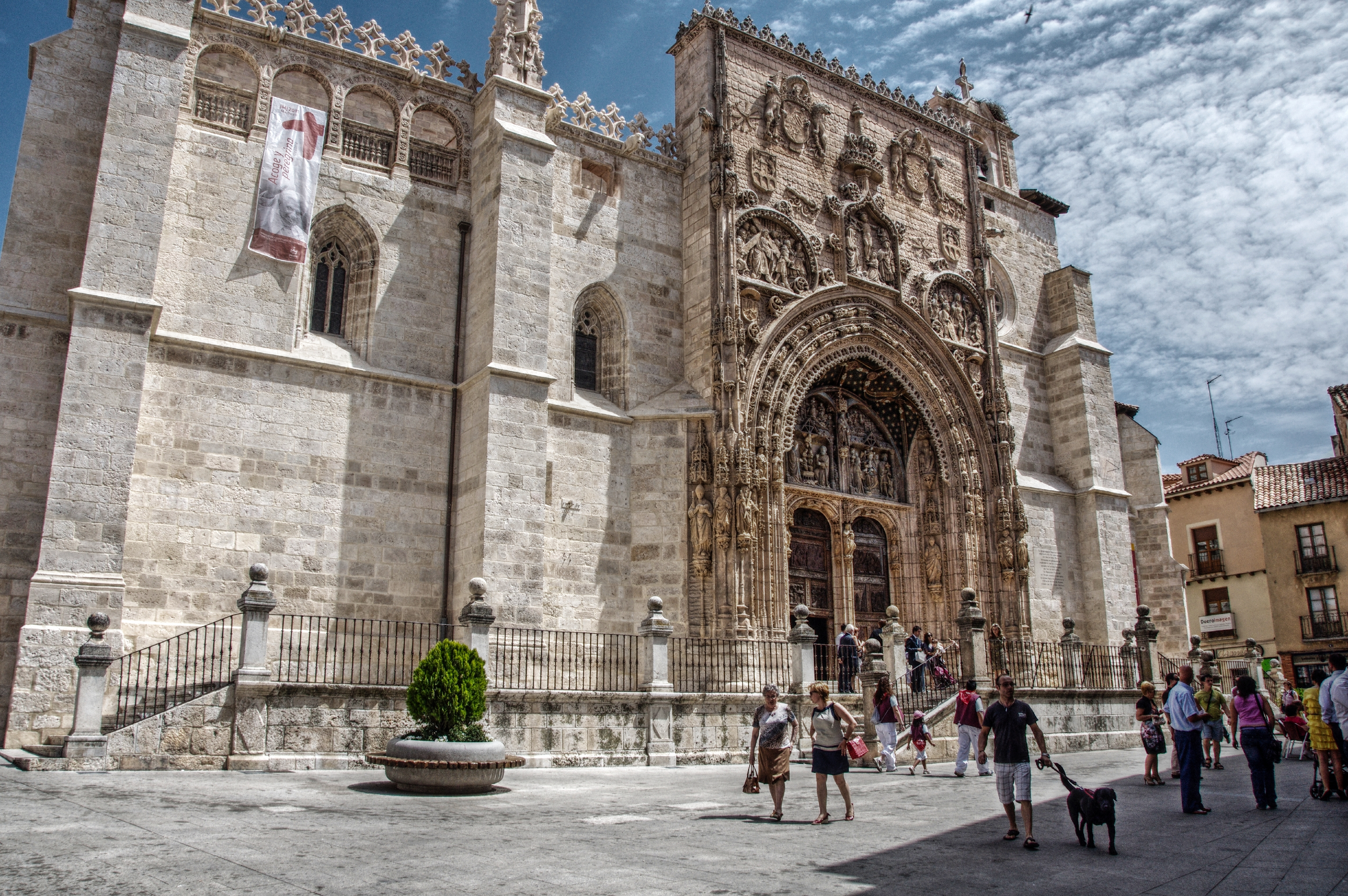
La chiesa di Santa María

Monumento caratteristico della città è la chiesa di Santa María risalente al XV secolo con un ampio portale decorato. 

### Altro

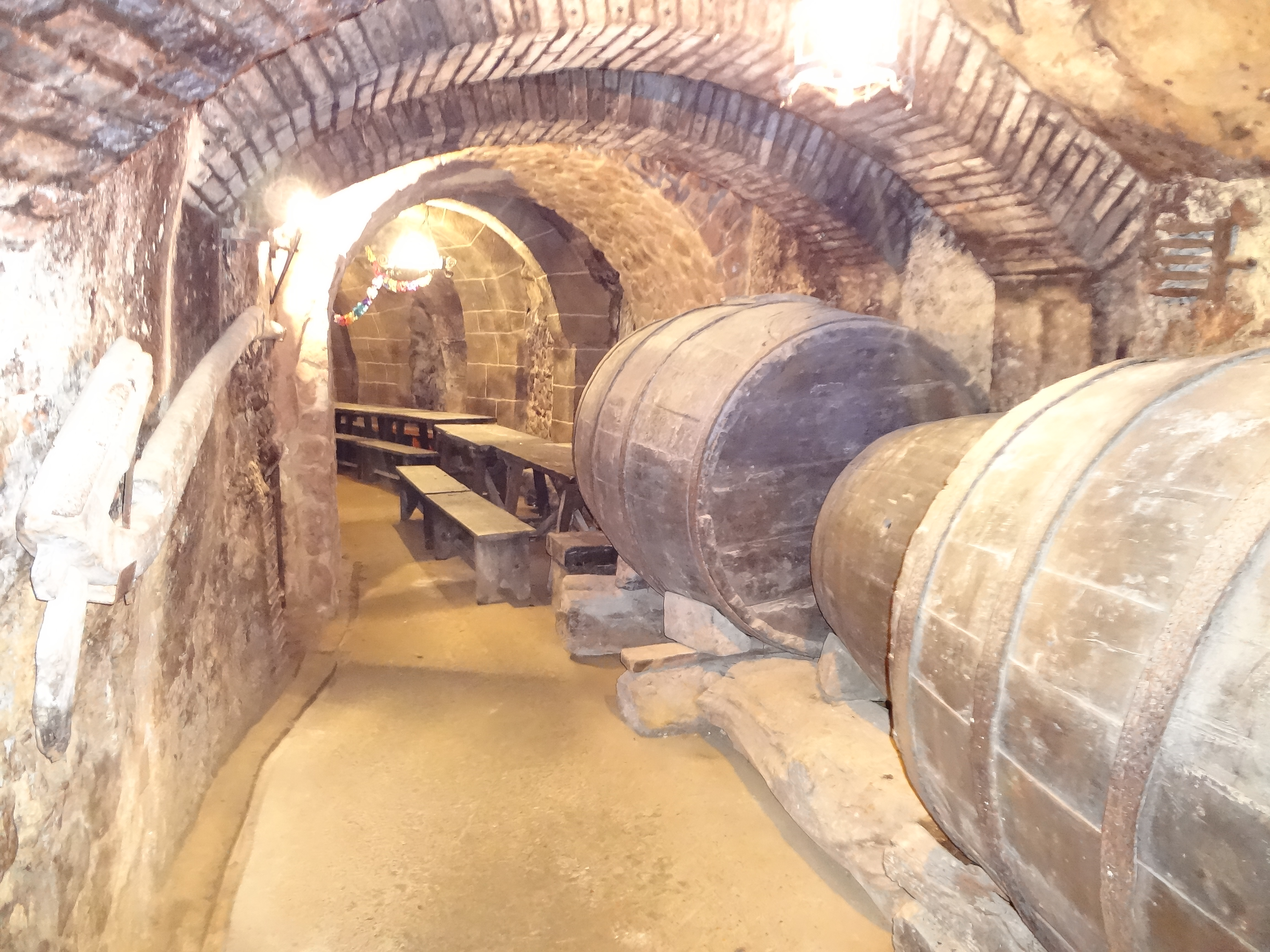
Una delle cantine storiche della città

Sotto gran parte del centro storico si trova un reticolo di grotte sotterranee (bodegas) ricavate fin dal medioevo per immagazzinarvi i vini prodotti nell'area. Raggiungono la profondità di 10 metri sotto il suolo garantendo una temperatura costante fra gli 11 e i 13 °C, le singole cantine sono collegate fra di loro da una rete di tunnel che si estende per quasi 7 km. Solo poche sono ancora in uso, alcune sono visitabili.